# Grain
Grain (symbol gr) je fyzikální jednotka hmotnosti. Nyní je jeden grain roven přesně 64,79891 miligramům ve všech anglických systémech měr a vah.

## Historická hodnota
Původně byl jeden grain roven hmotnosti zrna ječmene z poloviny klasu.

## Použití
Grain se používá v USA a Kanadě k měření hmotnosti střel a střelného prachu. K účelům laborace nábojů se používá jednotky grain i v ČR a jsou na ni nastaveny laborační váhy na vážení střelného prachu. Taková váha se dá zakoupit ve specializovaném obchodě se střelivem a takto se může s jednotkou grain setkat i civilní osoba. Dříve se tato jednotka používala k určování hmotnosti drobných cenných předmětů – drahokamů apod. V grainech byla definována i hodnota amerického dolaru (the Coinage Act of 1792).